# Ка ди Белучи (Модена)
Ка ди Белучи је насеље у Италији у округу Модена, региону Емилија-Ромања.
Према процени из 2011. у насељу је живело 15 становника. Насеље се налази на надморској висини од 550 м.